# Краварсько
Краварсько (хорв. Kravarsko) — населений пункт і громада в Загребській жупанії Хорватії.

## Населення
Населення громади за даними перепису 2011 року становило 1 987 осіб. Населення самого поселення становило 557 осіб.
Динаміка чисельності населення громади:
Динаміка чисельності населення центру громади:

## Населені пункти
Крім поселення Краварсько, до громади також входять: 
- Барбаричі-Краварські
- Чаканець
- Доній Хрушевець
- Гладовець-Краварський
- Горній Хрушевець
- Ново Брдо
- Подворниця
- Пустике
- Житковчиця

## Клімат
Середня річна температура становить 10,50 °C, середня максимальна – 24,70 °C, а середня мінімальна – -6,06 °C. Середня річна кількість опадів – 946 мм.
| Клімат поселення                              | Клімат поселення | Клімат поселення | Клімат поселення | Клімат поселення | Клімат поселення | Клімат поселення | Клімат поселення | Клімат поселення | Клімат поселення | Клімат поселення | Клімат поселення | Клімат поселення | Клімат поселення |
| Показник                                      | Січ.             | Лют.             | Бер.             | Квіт.            | Трав.            | Черв.            | Лип.             | Серп.            | Вер.             | Жовт.            | Лист.            | Груд.            |                  |
| Середній максимум, °C                         | 6,37             | 8,24             | 12,68            | 16,96            | 21,58            | 24,70            | 23,83            | 23,26            | 19,56            | 14,47            | 8,72             | 4,82             |                  |
| Середня температура, °C                       | 0,14             | 2,02             | 6,48             | 10,75            | 15,37            | 18,49            | 20,18            | 19,60            | 15,91            | 10,82            | 5,07             | 1,16             |                  |
| Середній мінімум, °C                          | −6,06            | −4,18            | 0,26             | 4,54             | 9,16             | 12,28            | 16,53            | 15,94            | 12,25            | 7,16             | 1,42             | −2,51            |                  |
| Норма опадів, мм                              | 56               | 54               | 64               | 73               | 80               | 96               | 86               | 91               | 90               | 91               | 94               | 71               |                  |
| Середньомісячна швидкість вітру, м/с          | 1.70             | 1.90             | 2.30             | 2.20             | 2.00             | 1.80             | 1.80             | 1.62             | 1.60             | 1.70             | 1.78             | 1.77             |                  |
| Середньомісячна сонячна радіація, кДж/м²·день | 4229             | 6922             | 10524            | 15052            | 19265            | 21015            | 22194            | 19344            | 14173            | 8799             | 4667             | 3391             |                  |
| --------------------------------------------- | ---------------- | ---------------- | ---------------- | ---------------- | ---------------- | ---------------- | ---------------- | ---------------- | ---------------- | ---------------- | ---------------- | ---------------- | ---------------- |
| Джерело:                                      |                  |                  |                  |                  |                  |                  |                  |                  |                  |                  |                  |                  |                  |